# Yordan Raditchkov
Œuvres principales
- Les Récits de Tcherkaski

Yordan Dimitrov Raditchkov (en bulgare : Йордан Димитров Радичков) est un romancier et dramaturge bulgare né le 24 octobre 1929 à Kalimanitsa et décédé le 21 janvier 2004 à Sofia.

## Carrière
Raditchkov a créé la majeure partie de son œuvre sous le régime totalitaire communiste. Il est comparé à Kafka pour ses images universelles et à Gabriel García Márquez pour son univers magique qui cependant chez Raditchkov fait partie intégrante de l'homme. 
Écrivain très connu dans son pays et à l'étranger, il n´a été que tardivement traduit en français. Il fut longtemps présenté par l'Académie de Bulgarie pour le prix Nobel de littérature jusqu'à son décès en 2004.

## Publications (traduites en français)
- Récits de Tcherkaski. Les Récits de Tcherkaski  (trad. Marie Vrinat-Nikolov), Paris, Ginkgo éditeur, coll. « Petite bibliothèque slave », 2023, 224 p. (ISBN 978-2-84679-466-4)
- Le Cœur bat pour les hommes, 1959
- Humeur féroce, 1965
- Les Cours obscures, 1966
- La Barbe de bouc, 1967
- Le Simulacre, 1968
- Pagaille, Paniers, théâtre
- Souvenirs de chevaux, nouvelle
- Janvier, théâtre
- Lazaritsa, théâtre
- Nous, les moineaux, 1997, jeunesse
- L'Herbe folle et Autres Récits

## Récompenses
Yordan Raditchkov est titulaire de nombreux prix, dont le prix Dimitrov (1971), le prix Grinzane Cavour (1984) pour le meilleur livre étranger paru en Italie, le prix d'État suédois "Étoile du nord" (1988) ainsi que le prix d'État bulgare "Païsiï Hilendarski" (2003).